# 中华里昂司蛤
中华里昂司蛤（学名：Sinolyonsia sinica），是笋螂目波浪蛤科中华里昂司蛤属的一种。主要分布于中国大陆，常栖息在水深24米细砂底。
其种加词sinica，意为“中华的”。